# Бурый дым
Бу́рый дым — выделяется в атмосферу в ходе металлургических процессов, в частности, при выпуске чугуна из доменной печи, переливах металла в миксерных отделениях, при выплавке стали в конвертерах, мартенах и электросталеплавильных печах.
Бурый дым представляет собой частицы оксидов железа (FeO + Fe2O3) размером менее 1 мкм. Выделяясь в атмосферу, бурый дым загрязняет окружающую среду, создаёт санитарные проблемы на рабочих местах и приводит к потерям железа при переработке чугуна в сталь.
Механизм образования бурого дыма точно не установлен. Существует несколько теорий:
- Испарительная. Сорокин П. Я., Ефимов Л. М., Меджибожский М. Я. считали, что причина образования бурого дыма — испарение железа или оксидов железа из зоны продувки расплава кислородом при температурах около 2500 °C.
- Горения капель. Turkdogan E., Leeke L., Поляков Ю. А., Макарова Н. Н. утверждают, что бурый дым образуется в результате сгорания мельчайших капель металла, которые выносятся из расплава пузырями CO во время кипения ванны.
- Растрескивания. Славин В. И. считает, что бурый дым образуется частицами закиси железа, которые выбрасываются при растрескивании поверхностного слоя в зоне продувки.
- При переливах чугуна. Кравец В. А. считает, что бурый дым образуется в результате взрыва крупных брызг и сгорания образовавшихся мелких брызг.[2]

Для борьбы с бурым дымом традиционно применяются системы аспирации с очисткой газа в электрофильтрах или рукавных фильтрах — дорогостоящих, громоздких и сложных в эксплуатации аппаратов. Они обеспечивают степень улавливания бурого дыма на 98—99 %. Уловленная пыль вывозится в отвал. Разработан также метод подавления выбросов бурого дыма газообразным азотом. Суть метода — подача азота в зону дымообразования с целью вытеснения кислорода. В результате снижается количество образующегося бурого дыма на 85—90 % и отпадает необходимость строительства фильтров и вывоза в отвал уловленной пыли. Метод применяется на металлургических заводах России и Украины.